# Bubaris subtyla
Bubaris subtyla är en svampdjursart som beskrevs av Gustavo Pulitzer-Finali 1983. Bubaris subtyla ingår i släktet Bubaris och familjen Bubaridae. Inga underarter finns listade i Catalogue of Life.